# 41e Vestingsdivisie
De 41e Vestingsdivisie (Duits: 41. Festungs-Division) was een Duitse militaire eenheid in de Tweede Wereldoorlog. 

## Operationele inzet
De divisie werd op 20 november 1943 opgericht in Bruck an de Mur uit de staf van de opgeheven 39e Infanteriedivisie als divisiestaf voor de op de Peloponnesos ingezette Festungs-Truppen 999.
Begin september 1944 begon de divisie, als onderdeel van de Duitse terugtrekking uit Griekenland, met de ontruiming van de Peloponnesos, hetgeen op 21 september afgesloten werd. Begin oktober werd vervolgens de terugtocht door Griekenland voortgezet, en op 2 november trok de divisie (als een van de laatste Duitse eenheden) over de Grieks-Macedonische grens. In Macedonië vormde de divisie nog steeds de achterhoede. Tijdens de Kosovo-operatie raakte de divisie verwikkeld in gevechten met Bulgaarse troepen. Daarna volgde de terugtocht door Oost-Bosnië en naar Kroatië. Hier trok de divisie door naar Slavonië
Op 25 januari 1945 werd de divisie bij Slavonski Brod omgevormd tot de 41e Infanteriedivisie.

## Commandanten
- Generalleutnant Franz Krech (20 november 1943 - 27 april 1944)[1]
- Generalleutnant Fritz Benicke (27 april 1944 - 1 augustus 1944)
- Generalleutnant Wolfgang Hauser (1 augustus 1944 - 25 januari 1945)

## Samenstelling
In augustus 1944 had de divisie de volgende samenstelling:
- Festungs-Infanterie-Regiment 938
- Festungs-Infanterie-Regiment 965
- Festungs-Infanterie-Bataillon 1009
- Festungs-Infanterie-Bataillon 1012
- Heeres-Küsten-Artillerie-Regiment 919 (met Abteilungen 819 & 820)
- Heeres-Flakartillerie-Regiment 309
- Divisionseinheiten 141